# Ізки (курорт)
Ізки — гірськолижний курорт у Закарпатській області (село Ізки).
Курорт Ізки — відпочинково-оздоровчий, гірськолижний курорт. Розташований біля підніжжя гори Жид-Магура. Включає готельний комплекс, побудований із дерев'яного зрубу, має два ресторани: «Колиба» — ресторан національної кухні, «Магур» — ресторан європейської кухні. Курорт обслуговують два гірськолижні підйомники. Спуски характеризуються як легкі та середньої складності, ширина траси місцями сягає 200 м. На трасах є штучне засніження і ратрак, а також прокат спорядження і школа лижників.
Перевагою курорту «Ізки» є близьке розташування (50 метрів) гірськолижних трас до місця проживання. Безпечні схили зі 100% засніженістю забезпечать комфортне навчання та катання. В пункті прокату ви зможете підібрати лижі, сноуборди, санки чи сноутюби.
Наявні 2 витяги:
- бугельний для початківців (150 м)
- двокрісельний (1000 м)